# Phaonia lamellicauda
Phaonia lamellicauda este o specie de muște din genul Phaonia, familia Muscidae, descrisă de Xue și Feng în anul 2002.
Este endemică în Sichuan. Conform Catalogue of Life specia Phaonia lamellicauda nu are subspecii cunoscute.